# ソミュア MCL
ソミュア MCL ( SOMUA MCL ) はフランスのソミュア社が1930年代に開発した軍用の半装軌車(ハーフトラック)である。

## 概要
ソミュア社が1930年に開発したソミュア MCGはフランス陸軍砲兵隊で好意的に評価を受け、これを受けてソミュア社は、より重量のあるGPF 155mmカノン砲の牽引の可能な改良型の開発を検討した。このモデルは当初M22 CL5と呼ばれていたが最終的にMCLとして開発が行われた。M22はエンジンが80hpである事を表しており、これはMCGの初期型（55hp）および後期モデル（60hp）よりも大きなものになっている。
1935年にMCLの2種類のタイプが開発された。これは
- MCL 5 - カーゴボディと牽引フックを装備した通常型。
- MCL 11 - 車体後部に第五輪（カプラー）を装備し、砲を連結して牽引可能な型。

となっていた。
1937にフランス陸軍がMCL 11の試験を行ったが、装輪式のラフリー S35Tに比べて性能的には低いと判断され、本格導入は見送られた。最初に生産されていた15両は12基のGPF 155mmカノン砲を運用する一つの部隊のみで集中運用される事になった。
また、MCL 5の回収車両型も開発され、いくつかの戦車部隊に配備された。これら生産・配備されたMCLのエンジンは後にソミュア社の手によって90hpのエンジンに換装されている。

## ドイツ軍での運用

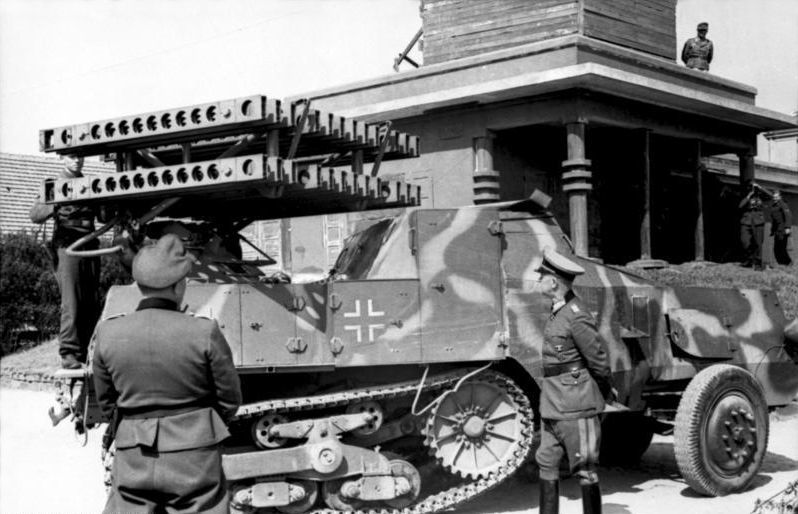
8 cm Vielfachwerfer搭載型

1940年にドイツ軍がフランスを占領すると、鹵獲されたソミュアMCLはドイツ軍によって Leichter Zugkraftwagen S.303(f) の形式名を与えられ、引き続き砲牽引車や弾薬運搬車などとして使用された。
ドイツ国防軍の装甲師団の一つである第21装甲師団は1943年に北アフリカ戦線で壊滅した後、フランス国内で再編されたが、この際に使用可能な装備の多くがフランス国内に残されていたフランス製の鹵獲車両であった。第21装甲師団の技術将校であったアルフレッド・ベッカーはフランス製車両の改造・改修に尽力した人物として知られているが、ソミュアMCLも彼の主導によってその一部が装甲ハーフトラックに改造された上で以下のようなバリエーションが製作され、再編された第21装甲師団等に配備され、西部戦線で実戦投入された。
- 8 cm schwerer Reihenwerfer auf Schützenpanzerwagen S303(f) - 装甲車体型の車体後部に設けた360°回転可能なプラットフォーム上にブラント81mm迫撃砲Mle27/31を20基配置した多連装自走迫撃砲型（同様の改修を行ったMCGベースの車両と比較し、迫撃砲の本数が増やされている）。
- 8 cm Vielfachwerfer auf m.gep.Zgkw. Somua S307(f) - ソ連軍から鹵獲したカチューシャロケット（BM-8-48）をコピーした8 cm Vielfachwerferの48連装発射機を搭載した自走多連装ロケット砲型。この車両は武装親衛隊で使用されたと考えられている。
- 15 cm Panzerwerfer 42 auf m.gep Zgkw. Somua S307(f) - パンツァーヴェルファー42型発射機を搭載した自走多連装ロケット砲型。